# 1080p

Comparação entre resoluções de vídeo

1080p (1920×1080), tecnicamente, é o nome abreviado de um tipo de resolução de imagem de telas ou monitores. O número 1080 representa 1080 linhas horizontais de resolução vertical, enquanto a letra p denota uma varredura progressiva. É considerado um formato de HDTV. O uso do termo pressupõe geralmente um formato widescreen 16:9, o que implica uma resolução horizontal de 1920 pixels e vertical de 1080 pixels, num quadro de 1920×1080 equivalendo a uma resolução com 2 073 600 pixels no total (2.1 MP). A frequência em hertz de quadros por segundo pode-se deduzir pelo contexto ou ser especificada a seguir à letra p, por exemplo, 1080p30, significando 30 hertz.

## Padrões de produção
A indústria cinematográfica adotou 1080p24 como formato de masterização nas formas 24p e 24PsF (progressive segmented frame). Este pode ser o primeiro padrão universal de vídeo a transcender fronteiras continentais, algo anteriormente inexistente para filmes. Um novo formato de varredura progressiva não está disponível para criação de imagens, mas é desenvolvido atualmente para operar com 1080p a 50 ou 60 quadros por segundo. Este formato requererá toda uma nova gama de equipamentos de estúdio, incluindo câmeras e armazenagem, uma vez que a taxa de dados foi duplicada da atual 1080i de 50 ou 60 quadros por segundo de 1,485 Gbits/s para 3 Gbits/s. É incapaz de ser transmitido em uma transmissão comprimida em receptores HD baseados em MPEG-2.

## Padrões de transmissão
O ATSC e o DVB suportam vídeo 1080p, mas apenas com uma taxa de 24, 25 e 30 quadros por segundo (1080p24, 1080p25 e 1080p30). Altas taxas como 1080p50 e 1080p60 só poderiam ser transmitidas com mais banda ou em um codec mais avançado (como H.264/MPEG-4 AVC ou o HEVC). Estas altas taxas estão previstas para se tornarem futuramente um padrão de transmissão, porém as emissoras estão preferindo investir futuramente no UHDTV.

## Bitrate
A resolução 1920x1080p em 30fps com profundidade de cor de 48 bits (4:4:4 RGB ou com sampleamento de imagem 4:4:4 YCbCr) e aspecto de tela de 16:9, ocupa espaço de 330 Mbps CBR sem nenhuma compressão de vídeo. Esta bitrate é destinada ao uso profissional com o codec Apple ProRes.
Para uso doméstico, a maior bitrate do 1080p encontra-se disponível em compressão com perda de dados de vídeo no formato blu-ray ou em câmeras digitais, com profundidade de cor de 24 bits (4:2:0 YCbCr) com espaço médio de 28 Mbps VBR através do codec H.264.
Através do streaming por internet, como o Netflix e YouTube também é utilizado o codec H.264 porém com bitrate média de 4 Mbps e o iTunes com 4.5 Mbps. A televisão digital não transmite em 1080p, seu sistema utiliza um bitrate médio de 5 Mbps a 19.38 Mbps, porém em 1080i.

## Disponibilidade

### Transmissões
Na prática, todas as maiores redes usam um formato de 60 Hz em um MPEG-2 principal, quer seja 720p60/720p50, quer seja 1080i30/1080i25. Alguns padrões como o ISDB, DMB e DVB utilizam o mais atual e eficiente H.264/MPEG-4. Mas isto apenas se refere ao processo de saída do MPEG-2 decodificado e não o próprio meio de codificação dos quadros. Para materiais gerados a partir de 24 quadros por segundo (como um filme), o MPEG-2 permite que o vídeo seja codificado em 1080p24 independentemente do formato de saída final. Os quadros progressivamente codificados são, então, marcados com metadados instruindo um decodificador como realizar uma pulldown 3:2 para os entrelaçar. Embora a saída do processo de decodificação MPEG-2 de tais estações seja 1080i30, o conteúdo é, na verdade, codificado como 1080p24 e pode ser visto como tal. Ou seja, vinte e quatro quadros progressivamente codificados por segundo estão presentes no bitstream; é o decodificador que os transforma em 60 campos entrelaçados por segundo.

### Conteúdo para Internet
Há alguns conteúdos liberados em 1080p de forma gratuita na internet. Alguns exemplos notáveis podem ser vistos no Youtube, que oferece conteúdo em ambos formatos 720p e 1080p. Redes de compartilhamento tais como o BitTorrent também contêm muitos filmes em 1080p, em sua maioria copiados de discos Blu-ray, HD DVD e fontes de transmissão. Estes são frequentemente distribuídos em formatos MKV/WMV que podem ser facilmente reproduzidos com pacotes de codecs disponíveis gratuitamente na internet.
O YouTube, Netflix, a Amazon.com e o iTunes também possuem conteúdo neste formato, através de serviço pago.

### Televisores
Este formato é encontrado em televisores entre 32 polegadas e 55 polegadas.

### Monitores de computador
Alguns monitores de computador modernos em widescreen de cristal líquido, tradicional ou LED, podem exibir nativamente conteúdo 1080p. Monitores WUXGA, por exemplo, suportam resolução de 1920×1200 podendo exibir pixel por pixel de uma reprodução em formato 1080p (1920×1080). Esta resolução é recente para laptops, embora alguns com tela de 13" ou mais já a comportem. Muitos monitores de 23, 24 e 27 polegadas widescreen LCD usam 1920×1200 como sua resolução nativa. Muitos outros monitores LCD compatíveis com 1080p, por outro lado, não têm resolução 1920×1080 e, portanto, não podem exibir 1080p pixel por pixel. A saída é redimensionada; e embora não seja perceptível para o espectador, o que é visto é uma imagem ligeiramente degradada em relação à imagem original.
Monitores de tubo de raios catódicos (CRT) já são capazes de exibir 1080p (e excedentes). No entanto, uma vez que a maioria dos monitores tem uma proporção de tela de 4:3, a imagem exibida ou precisa ser esticada verticalmente ou deixa ¼ da tela em branco. Muitos monitores CRT vão aceitar sinal de entrada de 1920×1080 a 60 Hz, mesmo se suas especificações afirmem que sua resolução máxima seja de 1024×768 a 85 Hz. Isto porque o circuito CRT apenas coloca limites quanto à combinação da resolução vertical e da taxa de repetição; portanto, uma taxa de repetição baixa permitirá uma resolução maior.

### Consoles de videogame
Consoles de videogame como o Wii U da Nintendo, os PlayStation 3 e PlayStation 4 da Sony, e os Xbox 360 e Xbox One, da Microsoft, são capazes de renderizar complexos gráficos que utilizem plenamente resolução 1080p (no caso do PS3, Wii U e do X360, alguns poucos jogos conseguem rodar nativamente em 1080p até mesmo com 60 quadros por segundo, mas a esmagadora maioria dos games desses consoles rodam nativamente em 720p e em upscaling podem rodar em 1080p, incluindo os jogos do Wii, que no Wii U podem rodar em upscaling com 1080p), podendo também exibir conteúdo 1080p que não sejam jogos. Todos os modelos de PlayStation 3 e PlayStation 4 têm uma conexão HDMI, enquanto o Xbox 360 inclui a conexão em todas as suas versões fabricadas a partir de setembro de 2007, já o Xbox One e Wii U, também sempre possuíram uma conexão HDMI..